# Trichonephila clavipes
Trichonephila clavipes (лат.) — вид пауков из семейства Nephilidae. Встречается в Южной и Северной Америке, от восточной Канады до Аргентины, включая Антильские острова.

## Описание
Это относительно крупные и ярко окрашенные пауки.
Самки длиной 2,4—4 см. Самцы в четыре раза меньше самок, их масса в 70 раз меньше, чем масса самок.
Пауки плетут сети диаметром до двух метров. Самцы появляются в сетях самки с июля по сентябрь.

## Интересные факты
Часто в сетях Nephila clavipes встречается до сорока небольших пауков рода Argyrodes, которые крадут добычу паука.
Паразитоид этого паука — оса рода Hymenoepimecis. Она откладывает яйцо на брюшко паука. Вылупившаяся личинка непрерывно выпивает паука, тем самым убивая его.
Паутина Nephila clavipes содержит нейротоксин, который парализует добычу.